# 形品·星寓

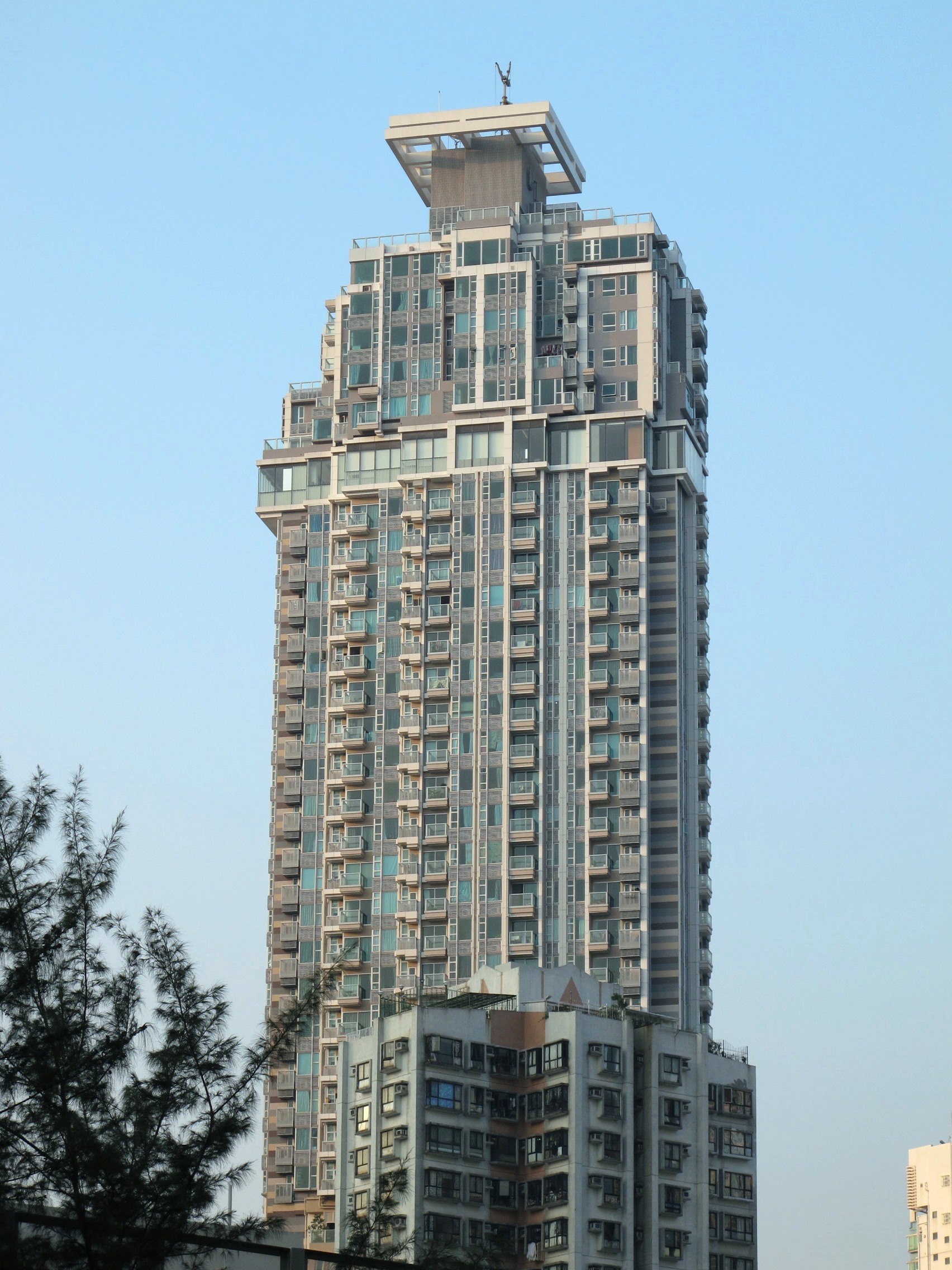
形品·星寓西南面

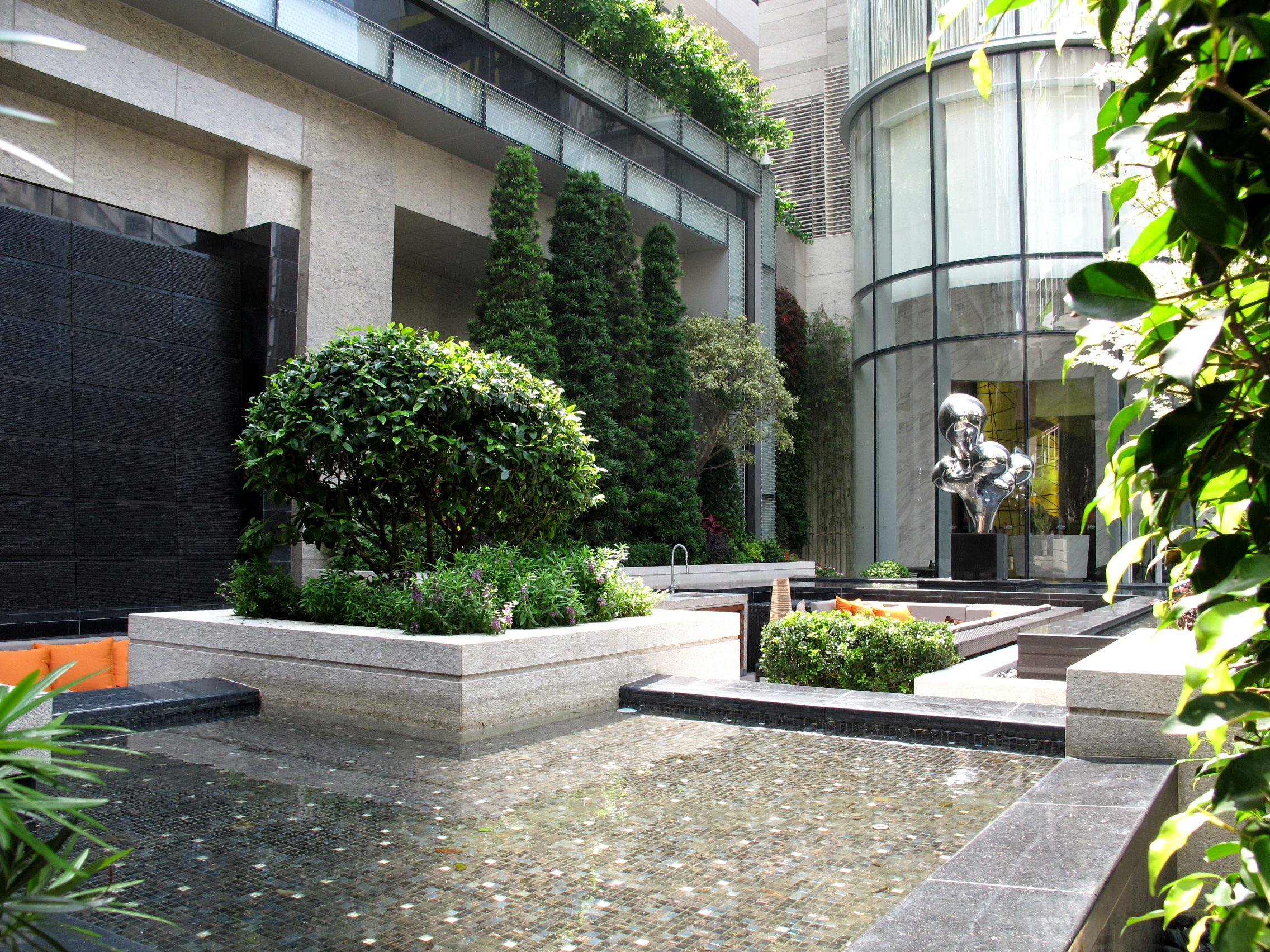
形品·星寓地下曙光大堂

形品·星寓（英語：Lime Stardom），位於香港九龍西大角咀的單幢式精品住宅及商場。由新鴻基地產（以企達有限公司為名）及市區重建局發展，於2011年11月24日發出滿意紙，同年12月入伙。管理公司為發展商旗下的啟勝管理服務。於2020年7月，每平方呎建築面積管理費約為港幣$3.65。大廈基座商場亦預留地方予社會企業使用。

## 歷史
項目位於洋松街1號（與塘尾道交界），前身為4幢唐樓 （页面存档备份，存于），於2004年12月被市區重建局以14.1億元收購，到2007年2月16日進行招標，3月16日截標時，共吸引8家地產商角逐，包括新鴻基、信和、華置、長江實業、新世界、九龍建業、嘉華及南豐等。最後由新鴻基地產奪得。市區重建局規定發展商當售樓收益逾14億元時（即平均呎價逾港幣6,600元），需按比例分紅局方 （页面存档备份，存于）。地盤2007年至2008年開始動工。
項目可建樓面21.2萬方呎，市區重建局規定其中約1萬方呎預留市建局作商業/社區用途，另有4800方呎公眾休憩用地。市建局初步構思為推動社企，加強網絡和凝聚社區資源，同時為大角嘴社區提供更多支援就業機會，不過最後改為市區重建局市建一站通資源中心。而公眾休憩用地也未有下聞。

## 簡介
「形品·星寓」英文名稱「LIME STARDOM」，意即Living In My Exciting STARDOM。是新鴻基地產繼2009年北角明園西街「形品」後興建的第二個"形品系列"項目。「形品．星寓」亦是參考北角「形品」而命名。2010年7月開售呎價（建築面積計）由$6,810（開放式）至$15,020（特色單位連天台）。
「形品．星寓」亦是香港政府「9招12式」及市建局自製「8招」落實執行後、首個於開售前將全部單位售價悉數公布的新樓盤。項目在2010年7月10日首作公開發售，並於同日售出八成單位（約300伙）。發售前已有逾200名買家排隊輪候，部份市民更在清晨5時已排隊。

## 物業
物業樓高37層（不設13、14、24、34樓及Penthouse 4）提供377個單位，建築面積由345（開放式）- 1,692 呎（4房頂層特色單位）。其中住宅由5至39樓，另最高5層（夜空會所以上）為特色單位「LIME∞」。高層單位可享維多利亞港海景或獅子山山景，中低層單位可眺望大角咀西新填海區, 旺角市景, 或西九龍走廊景。
單位大小分佈為：開放式60個，1房單位197個，2房單位95個，3房單位22個，特色單位25個。為免與數字「1」混淆，單位字母不會使用「I」。
- 5-18樓各12個單位（A-M室）
- 18-19樓之間為防火樓層，設空中花園。
- 19-38樓各11個單位（A-L室）
- 39樓劃分為10個單位（A-L室）
- 39樓以上為夜空會所（Starz Night）及合共5層特色戶
  - PH1及PH2各6個單位（A-F室）；
  - PH3及PH5各5個單位（A-F室）；
  - LIME Infinity（第5層（亦即最高層）特色戶）有3個單位（A-C室）。

平台/天台方面:
- 5樓D、G及H室另附平台，面積各為：D室37呎、G室455呎、及H室232呎。
- PH1E另附天台,面積為212呎。
- PH2的A-E室另附天台，面積各為A室：178呎、B室：60呎、C室：58呎、D室：46呎、及E室：104呎。
- PH3D另附天台，面積為69呎。
- PH5E另附天台，面積為221呎。
- LIME Infinity A、B及C室均擁有平台及天台，面積各為
  - A室：902呎天台及320呎平台
  - B室：1,044呎天台及172呎平台
  - C室：767呎天台及45呎平台。

## 設施
四維會所由日本著名設計師山際純平設計，發展商表示會提供24小時會所服務。而地面有4,800平方呎花園。
- 夜空會所（Starz Night）：位於40樓，由總長約400呎落地環迴玻璃包圍，飽覽360度維港景致。樓底高達19呎，設有私人觀景台、4大主題派對空間、3大特色戶外花園、3個私人水療室和2個室外/戶外泳池。
- 空中花園（Starz Gaze）：位於19樓。
- 驕日會所（Starz Bright）：位於3樓，設長達約82呎戶外泳池與十多項設施。
- 曙光大堂（Starz Rise）：位於地下，樓底高約33呎。

## 商場

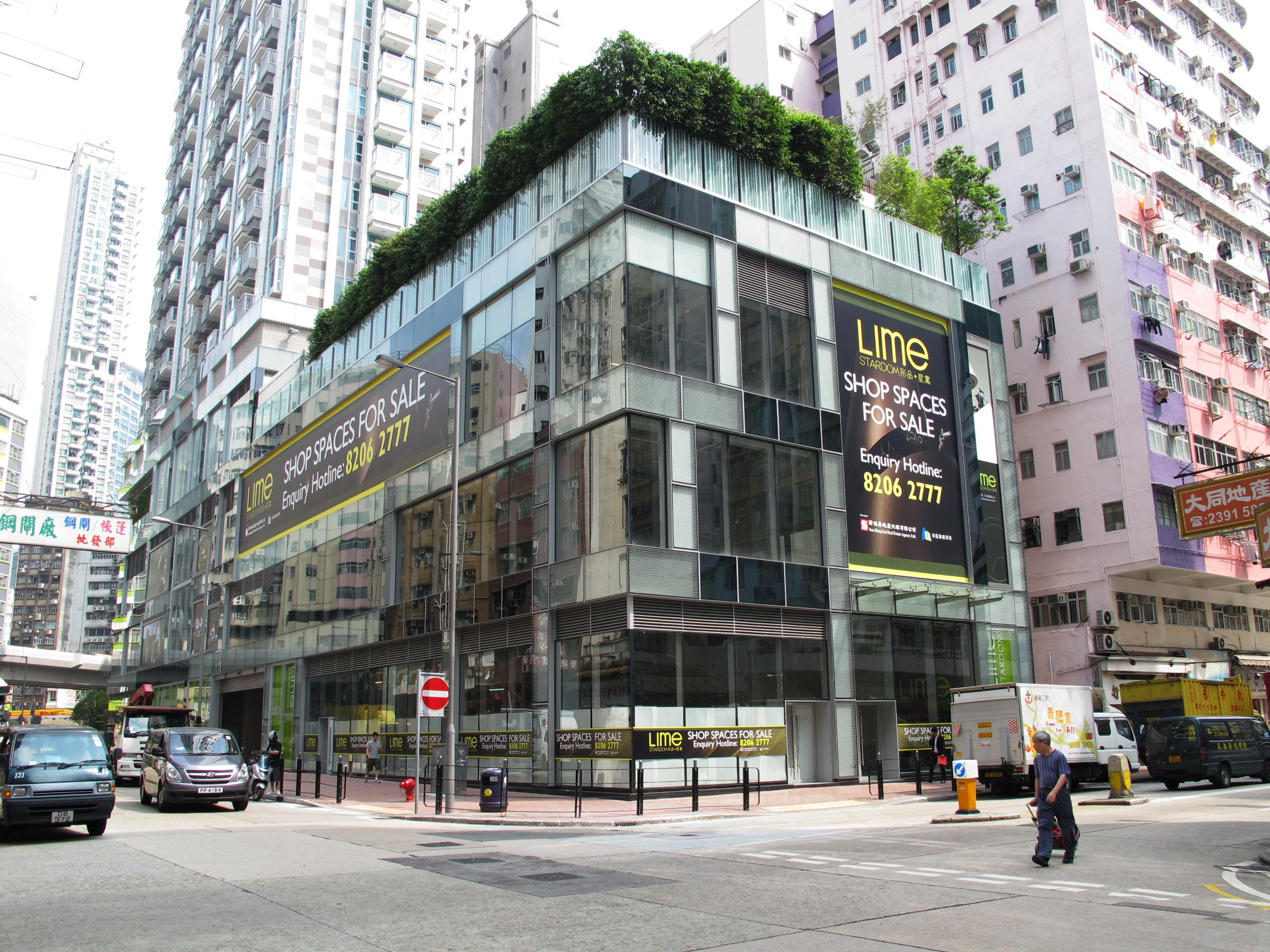
香港兒童合唱團於2014年1月遷入商場1、2樓全層

樓高2層的商場於2012年5月30日由香港兒童合唱團斥資1.5億元購入1、2樓面積25,214平方呎舖位，呎價5,949元。到2014年1月由北角英皇道75-83號聯合出版大廈6樓舊址遷至該處。據悉，「西九總團」面積是北角舊址的2.5倍。
至於面向福全街一面為市區重建局市建一站通資源中心 市區重建局：「市建一站通」資源中心 （页面存档备份，存于）。

## 停車場
位於地庫1至2樓（共2層），提供61個車位，截至2015年5月31日，停車場每小時收費為$16。
- 34個住宅車位（包括1個傷殘人士車位）;
- 11個商場車位（包括1個傷殘人士車位）;
- 5個訪客車位（包括1個傷殘人士車位）;
- 5個上落貨車位;
- 6個電單車位（4個屬住宅，2個屬商場）

所有住客車位已於2012年中售罄。現屋苑設有5個訪客車位（當中包括1個傷殘人士車位），給訪客以先到先得方式使用。

## 建築大獎
「形品．星寓」於2013年11月獲提名優質建築大獎香港住宅項目（單幢）獎項類別。經遴選及評審團考察後，於2014年6月6日舉行的 2014 年度優質建築大獎頒獎典禮中獲宣佈成為此獎項類別的大獎得主。

## 物業所屬校網
- 幼稚園（油尖旺區）
- 小學（31校網）
- 中學（油尖旺區）

## 建議興建之行人天橋
政府之行人通道改善方案建議由塘尾道興建行人天橋和行人隧道，連接至朗豪坊與及旺角東站。